# Харди, Уилл
Уильям (Уилл) Харди (англ. Willam "Will" Hardy; р. 21 января 1988, Ричмонд, Виргиния) — американский баскетбольный тренер, в настоящее время главный тренер клуба Национальной баскетбольной ассоциации «Юта Джаз». Выпускник Уильямс-Колледжа, во время учёбы в колледже играл в баскетбол на позициях атакующего защитника и лёгкого форварда. Был ассистентом главного тренера в клубах «Сан-Антонио Спёрс» и «Бостон Селтикс».

## Ранние годы
Харди родился и вырос в Ричмонде, штат Виргиния. Учился в местной старшей школе Святого Христофора. В 2006 году поступил в Уильямс-Колледж, небольшой колледж либеральных искусств в Массачусетсе. На протяжении трёх лет выступал за студенческую баскетбольную команду «Уильямс Ифс» в роли «вингера» (играл на позициях атакующего защитника и лёгкого форварда), был капитаном команды. В 2010 году, в последний год учёбы Харди, его команда завершила сезон с 30 победами при двух поражениях и дошла до финала национального чемпионата в третьем дивизионе NCAA.

## НБА
Окончив колледж в 2010 году со степенью бакалавра в английском языке, Харди устроился интерном в отдел менеджмента клуба НБА «Сан-Антонио Спёрс». Его главному тренеру «Спёрс» Греггу Поповичу порекомендовал Кертис Тонг, бывший спортивный директор Уильямс-Колледжа. Поповичу нужен был молодой специалист для разбора видеозаписей матчей, имеющий при этом баскетбольный опыт. В 2011 году Харди получил в клубе постоянную должность помощника видеокоординатора, а в 2013 году стал основным видеокоординатором. Попович тесно сотрудничал с Харди, который разбирал и анализировал для главного тренера моменты сыгранных матчей.
В 2015 году Харди перешёл на тренерскую должность, став ассистентом главного тренера «Спёрс». В этом качестве он руководил командой в матчах Летней лиги в Солт-Лейк-Сити в 2015—2018 года, а также Летней лиги НБА в Лас-Вегасе в 2017 и 2018 годах. Баскетбольные аналитики называли Харди восходящей звездой среди молодых тренеров, на протяжении нескольких лет его упоминали в числе возможных преемников Поповича после выхода того на пенсию. В 2018 году журналист ESPN Кевин Арновиц впервые включил Харди, которому тогда было лишь 30 лет, в свой ежегодный список перспективных кандидатов на роль главного тренера в НБА. Также Харди входил в возглавляемый Греггом Поповичем тренерский штаб мужской сборной США на чемпионате мира 2019 года и на летних Олимпийских играх 2020 года.
Летом 2021 года Харди перешёл на должность ассистента главного тренера в «Бостон Селтикс», которым тогда же был назначен Имей Удока. Удока завершал игровую карьеру в «Сан-Антонио Спёрс», а затем до 2019 года вместе с Харди работал в тренерском штабе клуба.
29 июня 2022 года Харди был назначен на должность главного тренера клуба «Юта Джаз», став девятым главным тренером в истории клуба.

## Личная жизнь
У Уилла Харди и его жены Спенсер есть две дочери.